# Hraničník
Hraničník (německy Reischelberg) je 1280 m vysoká hora ležící v pohoří Šumava v Plešském hřbetu na česko-rakouské hranici. Nachází se 5,5 km jihozápadně od Nové Pece. Jedná se o asymetricky protáhlý kupovitý vrchol Plešského hřbetu na hlavním šumavském hřebeni, po němž vede evropské rozvodí mezi Severním a Černým mořem.

## Přístup
Přes horu Hraničník přechází červeně značená hřebenová stezka z Nového Údolí do Zadní Zvonkové. Z rakouské strany vede na vrchol lyžařský vlek a dvě sjezdové tratě, které jsou součástí lyžařského areálu Hochficht. Na české straně se rozprostírá I. zóna Národního parku Šumava se zachovalými smrčinami.

## Lanovka
Od 90. let 20. století se vedou úvahy o využití severních svahů Hraničníku k lyžování. Podle serveru Aktuálně.cz už Václav Klaus ještě jako premiér ČR prohlásil, že bude první, kdo si tamní sjezdovku sjede. V letech 2004 až 2009 se vedení Jihočeského kraje soustředilo na plánování sjezdařského areálu ve vojenském újezdu Boletice, nový jihočeský hejtman Jiří Zimola se však vrátil k plánu lanovky na Hraničník. V září 2011 byly schváleny Zásady územního rozvoje Jihočeského kraje, jejichž součástí byl i plán na propojení Klápa – Hraničník jako veřejná dopravní infrastruktura, jejímž smyslem je propojení české strany s lyžařským areálem na Smrčině v Rakousku, kam se dá nyní dojet po třicetikilometrové objížďce přes Zadní Zvonkovou. Podle posudku hodnocení vlivů záměru na životní prostředí (EIA) by stavbou byla zničena či negativně dotčena území, na kterých se nacházejí ohrožené druhy flory a fauny. V lednu 2012 při dokončování návrhu nového zákona o národním parku Šumava souhlasil se stavbou lanovky na Hraničník ministr životního prostředí ČR Tomáš Chalupa. V srpnu 2013, v době probíhajícího posuzování vlivu regulačního plánu lanovky na životní prostředí, výstavbu podpořil rovněž ministr životního prostředí ČR Tomáš Podivínský. Po dvouletém posuzování vydalo v listopadu 2014 Ministerstvo životního prostředí v závěrečném posudku vlivu na životní prostředí nesouhlasné stanovisko ke všem čtyřem navrženým variantám projektu lanovky. Pro nesouhlasné stanovisko byl rozhodující negativní vliv na celistvost i předmět ochrany lokalit soustavy Natura 2000 (Ptačí oblast Šumava a Evropsky významná lokalita Šumava), ohroženy by byly smíšené lesy – bučiny, populace tetřeva hlušce i rysa ostrovida. Vedení Jihočeského kraje ve svých Zásadách územního rozvoje označilo lanovku jako stavbu veřejného zájmu a bude se snažit získat výjimku Evropské komise a lanovku na Hraničník postavit navzdory zápornému stanovisku EIA.